# Chase Sherman
Jonathan Chase Sherman (D'Iberville, Misisipi, 16 de noviembre de 1989) es un artista marcial mixto estadounidense que compite en la división de peso pesado de Ultimate Fighting Championship.

## Primeros años
Nacido y criado en D'Iberville, Misisipi, jugó al fútbol americano en la Escuela Secundaria D'Iberville. Continuó con el deporte con una beca en el Colegio Jones Junior, antes de transferirse a la NCAA Division II de la Universidad Estatal del Delta después de dos años. En Delta State, ayudó al equipo a alcanzar el Campeonato Nacional de la División II en 2010 como tackle ofensivo. También obtuvo una licenciatura en gestión deportiva y ciencias del ejercicio en Delta State. En 2019 reveló que se había graduado de la academia de bomberos, y es elegible para trabajar como bombero.

## Carrera en las artes marciales mixtas

### Inicios
Después de amasar un récord amateur de 4-0, hizo su debut profesional en abril de 2014. Durante los dos años siguientes luchó diez veces y acumuló un récord de 9-1; todas sus victorias llegaron por TKO en el primer asalto.

### Ultimate Fighting Championship
Debutó en la UFC contra Justin Ledet el 6 de agosto de 2016 en UFC Fight Night: Rodríguez vs. Caceres. Perdió el combate por decisión unánime.
Se enfrentó a Walt Harris el 15 de enero de 2017 en UFC Fight Night: Rodríguez vs. Penn. Perdió el combate por KO en el segundo asalto.
Se esperaba que se enfrentara a Dmitry Poberezhets el 13 de mayo de 2017 en UFC 211. Sin embargo, Poberezhets fue retirado de la cartelera por razones no reveladas y fue sustituido por Rashad Coulter. Ganó el combate por KO en el segundo asalto. Este combate le valió el premio a la Pelea de la Noche.
Antes de su cuarto combate en la UFC, reveló que había firmado un nuevo contrato de cuatro combates con la UFC.
Se enfrentó a Damian Grabowski el 22 de julio de 2017 en UFC on Fox: Weidman vs. Gastelum. Ganó el combate por decisión unánime.
Se enfrentó a Shamil Abdurakhimov el 25 de noviembre de 2017 en UFC Fight Night: Bisping vs. Gastelum. Perdió el combate por KO en el primer asalto.
Se enfrentó a Justin Willis el 21 de abril de 2018 en UFC Fight Night: Barboza vs. Lee. Perdió el combate por decisión unánime.
Se enfrentó a Augusto Sakai el 22 de septiembre de 2018 en UFC Fight Night: Santos vs. Anders. Perdió el combate por TKO en el tercer asalto.

### Carrera después de la UFC
Hizo su regreso a Island Fights 51 el 21 de diciembre de 2018 contra Frank Tate. Ganó el combate por TKO en el primer asalto.
Se enfrentó a Jeremy May el 7 de febrero de 2019 en Island Fights 52. Ganó el combate por TKO en el primer asalto.
Se enfrentó a Rashaun Jackson el 9 de mayo de 2019 en Island Fights 56. Ganó el combate por TKO en el primer asalto.
Se esperaba que se enfrentara a Kenny Garner el 11 de abril de 2020, pero el evento se canceló debido a la pandemia de COVID-19.

### Regreso a Ultimate Fighting Championship
Regresó a la UFC y se enfrentó a Ike Villanueva el 13 de mayo de 2020 en UFC Fight Night: Smith vs. Teixeira. Ganó el combate por TKO en el segundo asalto. Recibió una suspensión de nueve meses de la USADA por dar positivo por Anastrozole en una muestra tomada en competición el 13 de mayo de 2020. Fue elegible para luchar de nuevo el 13 de febrero de 2021.
Se esperaba que se enfrentara a Parker Porter el 17 de abril de 2021 en UFC on ESPN: Whittaker vs. Gastelum. Sin embargo, Porter fue retirado del evento por razones no reveladas y fue sustituido por Andrei Arlovski. Perdió el combate por decisión unánime.
Se enfrentó a Parker Porter el 21 de agosto de 2021 en UFC on ESPN: Cannonier vs. Gastelum. Ganó el combate por decisión unánime.
Se enfrentó a Jake Collier el 15 de enero de 2022 en UFC on ESPN: Kattar vs. Chikadze. Perdió el combate por sumisión en el primer asalto.
Tras la derrota, se anunció que no se renovaría contrato con la UFC.

Fue re contratado por la UFC cuatro días después de ser liberado por segunda vez y se esperaba que se enfrentara a Alexander Romanov el 23 de abril de 2022 en UFC Fight Night: Lemos vs. Andrade. Sin embargo, el combate se canceló cuando se consideró que no podía competir debido a un "problema de salud menor" el día del evento y el combate fue trasladado para el 30 de abril de 2022 en UFC on ESPN: Font vs. Vera. Perdió el combate por sumisión en el primer asalto.
Se enfrentó a Jared Vanderaa el 9 de julio de 2022 en UFC on ESPN: dos Anjos vs. Fiziev. Ganó el combate por TKO en el tercer asalto. Esta victoria le valió el premio a la Actuación de la Noche.
Se enfrentó a Josh Parisian el 5 de noviembre de 2022 en UFC Fight Night: Rodriguez vs. Lemos. Sin embargo, Parisian se retiró del combate horas antes de que se celebrara por problemas médicos.
Se enfrentó a Waldo Cortes-Acosta el 19 de noviembre de 2022 en UFC Fight Night: Nzechukwu vs. Cuțelaba. Perdió el combate por decisión unánime.

## Bare-knuckle boxing
En la primavera de 2019, firmó un contrato con Bare Knuckle Fighting Championship. Se enfrentó a Sam Shewmaker el 6 de abril de 2019 en Bare Knuckle FC 5. El combate terminó en un empate dividido.
Se enfrentó a Arnold Adams el 10 de agosto de 2019 en Bare Knuckle FC 7. Ganó el combate por decisión unánime.
Se enfrentó a Joey Beltran el 16 de noviembre de en Bare Knuckle FC 9. Perdió el combate por decisión unánime.

## Campeonatos y logros
- Ultimate Fighting Championship
  - Pelea de la Noche (una vez) vs. Rashad Coulter[13]
  - Actuación de la Noche (una vez) vs. Jared Vanderaa[41]
- Bare Knuckle Boxing
  - Campeonato de Peso Pesado de la BKFC
  - Campeonato de Peso Pesado de Police Gazette

## Récord en artes marciales mixtas
| Resultado | Récord | Oponente            | Método                                 | Evento                                  | Fecha                    | Ronda | Tiempo | Localización                | Notas                  |
| --------- | ------ | ------------------- | -------------------------------------- | --------------------------------------- | ------------------------ | ----- | ------ | --------------------------- | ---------------------- |
| Derrota   | 16-11  | Waldo Cortes-Acosta | Decisión (unánime)                     | UFC Fight Night: Nzechukwu vs. Cuțelaba | 19 de noviembre de 2022  | 3     | 5:00   | Las Vegas, Nevada           |                        |
| Victoria  | 16-10  | Jared Vanderaa      | TKO (puñetazos)                        | UFC on ESPN: dos Anjos vs. Fiziev       | 9 de julio de 2022       | 3     | 3:10   | Las Vegas, Nevada           | Actuación de la Noche. |
| Derrota   | 15-10  | Alexander Romanov   | Sumisión (llave de bloqueo)            | UFC on ESPN: Font vs. Vera              | 30 de abril de 2022      | 1     | 2:11   | Las Vegas, Nevada           |                        |
| Derrota   | 15-9   | Jake Collier        | Sumisión (estrangulamiento por detrás) | UFC on ESPN: Kattar vs. Chikadze        | 15 de enero de 2022      | 1     | 2:26   | Las Vegas, Nevada           |                        |
| Derrota   | 15-8   | Parker Porter       | Decisión (unánime)                     | UFC on ESPN: Cannonier vs. Gastelum     | 21 de agosto de 2021     | 3     | 5:00   | Las Vegas, Nevada           |                        |
| Derrota   | 15-7   | Andrei Arlovski     | Decisión (unánime)                     | UFC on ESPN: Whittaker vs. Gastelum     | 17 de abril de 2021      | 3     | 5:00   | Las Vegas, Nevada           |                        |
| Victoria  | 15-6   | Ike Villanueva      | TKO (codazo y puñetazos)               | UFC Fight Night: Smith vs. Teixeira     | 13 de mayo de 2020       | 2     | 0:49   | Jacksonville, Florida       |                        |
| Victoria  | 14-6   | Rashaun Jackson     | TKO (patada en la pierna y puñetazos)  | Island Fights 56                        | 9 de mayo de 2019        | 1     | 0:59   | Orange Beach, Alabama       |                        |
| Victoria  | 13-6   | Jeremy May          | TKO (puñetazos)                        | Island Fights 52                        | 7 de febrero de 2019     | 1     | 3:18   | Pensacola, Florida          |                        |
| Victoria  | 12-6   | Frank Tate          | TKO (puñetazos)                        | Island Fights 51                        | 21 de diciembre de 2018  | 1     | 4:05   | Pensacola, Florida          |                        |
| Derrota   | 11-6   | Augusto Sakai       | TKO (puñetazos)                        | UFC Fight Night: Santos vs. Anders      | 22 de septiembre de 2018 | 3     | 4:03   | São Paulo                   |                        |
| Derrota   | 11-5   | Justin Willis       | Decisión (unánime)                     | UFC Fight Night: Barboza vs. Lee        | 21 de abril de 2018      | 3     | 5:00   | Atlantic City, Nueva Jersey |                        |
| Derrota   | 11-4   | Shamil Abdurakhimov | KO (puñetazo)                          | UFC Fight Night: Bisping vs. Gastelum   | 25 de noviembre de 2017  | 1     | 1:24   | Shanghái                    |                        |
| Victoria  | 11-3   | Damian Grabowski    | Decisión (unánime)                     | UFC on Fox: Weidman vs. Gastelum        | 22 de julio de 2017      | 3     | 5:00   | Uniondale, Nueva York       |                        |
| Victoria  | 10-3   | Rashad Coulter      | KO (codazo)                            | UFC 211                                 | 13 de mayo de 2017       | 2     | 3:36   | Dallas, Texas               | Pelea de la Noche.     |
| Derrota   | 9-3    | Walt Harris         | KO (rodillazo y puñetazos)             | UFC Fight Night: Rodríguez vs. Penn     | 15 de enero de 2017      | 2     | 2:41   | Phoenix, Arizona            |                        |
| Derrota   | 9-2    | Justin Ledet        | Decisión (unánime)                     | UFC Fight Night: Rodríguez vs. Caceres  | 6 de agosto de 2016      | 3     | 5:00   | Salt Lake City, Utah        |                        |
| Victoria  | 9-1    | Jack May            | TKO (lesión en la pierna)              | Titan FC 38                             | 30 de abril de 2016      | 1     | 0:56   | Miami, Florida              |                        |
| Victoria  | 8-1    | Sammy Collingwood   | KO (puñetazos)                         | Island Fights 37                        | 11 de marzo de 2016      | 1     | 1:03   | Pensacola, Florida          |                        |
| Victoria  | 7-1    | Russ Johnson        | KO (puñetazo)                          | FFI: Blood and Sand 17                  | 27 de junio de 2015      | 1     | 1:40   | Biloxi, Misisipi            |                        |
| Victoria  | 6-1    | Brad Johnson        | TKO (puñetazos)                        | FFI: Blood and Sand 16                  | 14 de marzo de 2015      | 1     | 1:00   | Biloxi, Misisipi            |                        |
| Derrota   | 5-1    | Alex Nicholson      | TKO (puñetazos)                        | Island Fights 31                        | 5 de diciembre de 2014   | 1     | N/A    | Pensacola, Florida          |                        |
| Victoria  | 5-0    | Wes Little          | TKO (puñetazos)                        | FFI: Blood and Sand 15                  | 1 de noviembre de 2014   | 1     | 4:00   | Biloxi, Misisipi            |                        |
| Victoria  | 4-0    | Alex Rozman         | TKO (patada en la pierna)              | Island Fights 30                        | 1 de noviembre de 2014   | 1     | N/A    | Pensacola, Florida          |                        |
| Victoria  | 3-0    | Justin Thornton     | TKO (puñetazos)                        | Island Fights 28                        | 9 de mayo de 2014        | 1     | 1:01   | Pensacola, Florida          |                        |
| Victoria  | 2-0    | Chris Jensen        | TKO (puñetazos)                        | Atlas Fights: Battle on Mobile Bay      | 12 de abril de 2014      | 1     | 0:11   | Mobile, Alabama             |                        |
| Victoria  | 1-0    | Braxton Smith       | TKO (puñetazos)                        | V3 Fights: Johnson vs. Johnson          | 18 de enero de 2014      | 1     | 2:08   | Memphis, Tennessee          |                        |